# Ovibovini
Tribu
Les Ovibovins (Ovibovini) forment une tribu des bovidés regroupant les bœufs musqués, les gorals et les serows.

## Liste des genres
- Ovibos
- Capricornis
- Naemorhedus

## Position phylogénétique
|         | (…) |
|         | |
|         | \| Ovina \| Nilgiritragus, Ovis… \| \| \| Nilgiritragus, Ovis… \| \| Caprina \| Pseudois, Hemitragus, Capra… \| \| \| Pseudois, Hemitragus, Capra… \| |
|         | |
| Ovina   | Nilgiritragus, Ovis… |
|         | Nilgiritragus, Ovis… |
| Caprina | Pseudois, Hemitragus, Capra… |
|         | Pseudois, Hemitragus, Capra… |

| Ovina   | Nilgiritragus, Ovis…         |
|         | Nilgiritragus, Ovis…         |
| Caprina | Pseudois, Hemitragus, Capra… |
|         | Pseudois, Hemitragus, Capra… |

|         | (…) |
|         | |
|         | \| Ovina \| Nilgiritragus, Ovis… \| \| \| Nilgiritragus, Ovis… \| \| Caprina \| Pseudois, Hemitragus, Capra… \| \| \| Pseudois, Hemitragus, Capra… \| |
|         | |
| Ovina   | Nilgiritragus, Ovis… |
|         | Nilgiritragus, Ovis… |
| Caprina | Pseudois, Hemitragus, Capra… |
|         | Pseudois, Hemitragus, Capra… |

| Ovina   | Nilgiritragus, Ovis…         |
|         | Nilgiritragus, Ovis…         |
| Caprina | Pseudois, Hemitragus, Capra… |
|         | Pseudois, Hemitragus, Capra… |

|         | (…) |
|         | |
|         | \| Ovina \| Nilgiritragus, Ovis… \| \| \| Nilgiritragus, Ovis… \| \| Caprina \| Pseudois, Hemitragus, Capra… \| \| \| Pseudois, Hemitragus, Capra… \| |
|         | |
| Ovina   | Nilgiritragus, Ovis… |
|         | Nilgiritragus, Ovis… |
| Caprina | Pseudois, Hemitragus, Capra… |
|         | Pseudois, Hemitragus, Capra… |

| Ovina   | Nilgiritragus, Ovis…         |
|         | Nilgiritragus, Ovis…         |
| Caprina | Pseudois, Hemitragus, Capra… |
|         | Pseudois, Hemitragus, Capra… |

|         | (…) |
|         | |
|         | \| Ovina \| Nilgiritragus, Ovis… \| \| \| Nilgiritragus, Ovis… \| \| Caprina \| Pseudois, Hemitragus, Capra… \| \| \| Pseudois, Hemitragus, Capra… \| |
|         | |
| Ovina   | Nilgiritragus, Ovis… |
|         | Nilgiritragus, Ovis… |
| Caprina | Pseudois, Hemitragus, Capra… |
|         | Pseudois, Hemitragus, Capra… |

| Ovina   | Nilgiritragus, Ovis…         |
|         | Nilgiritragus, Ovis…         |
| Caprina | Pseudois, Hemitragus, Capra… |
|         | Pseudois, Hemitragus, Capra… |

N.B. les positions phylogénétiques d'Ammotragus, Arabitragus, Oreamnos ou Rupicapra restent incertaines.